# Clyde R. Hoey
Clyde Roark Hoey, född 11 december 1877 i Shelby, North Carolina, död 12 maj 1954 i Washington, D.C., var en amerikansk demokratisk politiker. Han representerade delstaten North Carolina i båda kamrarna av USA:s kongress, först i representanthuset 1919–1921 och sedan i senaten från 1945 fram till sin död. Han var guvernör i North Carolina 1937–1941.

## Biografi
Hoey avlade juristexamen vid University of North Carolina at Chapel Hill och inledde år 1899 sin karriär som advokat i Shelby.
Kongressledamoten Edwin Y. Webb avgick 1919 och efterträddes av Hoey. Han kandiderade inte till omval i kongressvalet 1920. Hoey efterträdde 1937 John C.B. Ehringhaus som guvernör i North Carolina. Han efterträddes fyra år senare av J. Melville Broughton.
Hoey efterträdde 1945 Robert Rice Reynolds som senator för North Carolina. Han omvaldes i senatsvalet 1950. Han avled 1954 i ämbetet och efterträddes av Sam Ervin.
Hoey var metodist och frimurare. Han gravsattes på Sunset Cemetery i Shelby.